# Where the Breakers Roar
Where the Breakers Roar er en amerikansk stumfilm fra 1908 af D. W. Griffith.

## Medvirkende
- Arthur V. Johnson som Tom Hudson
- Linda Arvidson som Alice Fairchild
- Charles Inslee
- Edward Dillon
- George Gebhardt